# AD São Caetano
Associação Desportiva São Caetano – brazylijski klub piłkarski z siedzibą w mieście São Caetano, leżącym w stanie São Paulo.

## Osiągnięcia
- 2004: Mistrz stanu São Paulo Campeonato Paulista
- 2002: Finał Copa Libertadores
- 2000, 2001: Wicemistrz Brazylii Campeonato Brasileiro
- 2000: Mistrz drugiej ligi stanu São Paulo Campeonato Paulista Série A2

## Historia
Klub założony został w 1989 roku. W 2000 roku podczas mistrzostw Brazylii klub São Caetano zdobył wicemistrzostwo drugiej ligi, dzięki czemu zakwalifikował się do dodatkowego turnieju, w którym drużyna zdobyła tytuł wicemistrza Brazylii, pokonując takie zespoły jak Fluminense FC, SE Palmeiras i Grêmio Porto Alegre, w finale przegrywając z CR Vasco da Gama. W roku 2001 São Caetano ponownie dotarł do finału, w którym przegrał z Athletico Paranaense, zdobywając ponownie wicemistrzostwo Brazylii.
W turnieju klubowym Copa Libertadores 2002 drużyna São Caetano doszła do finału, który po dwumeczu i rzutach karnych przegrała z Paragwajem.
W 2004 roku klubu zdobył zwycięstwo w mistrzostwach stanu São Paulo, w finale których pokonał zespół Paulista de Jundiaí.

## Stadion
Stadionem klubu São Caetano jest Estádio Anacleto Campanella, zbudowany w roku 1955, mieszczący 22 738 widzów.